# Stephanopis exigua
Stephanopis exigua är en spindelart som först beskrevs av Hercule Nicolet 1849.  Stephanopis exigua ingår i släktet Stephanopis och familjen krabbspindlar. Inga underarter finns listade i Catalogue of Life.